# فريق النخبة
فريق النخبة (بالإنجليزية: The A-Team)‏ هو مسلسل أكشن مغامرات أمريكي من بطولة جورج بيبارد، ديرك بينيديكت، دوايت شولتز ومستر تي. عرض الموسم الأول على قناة هيئة الإذاعة الوطنية في 23 يناير 1983.

## روابط خارجية
فريق النخبة على موقع IMDb (الإنجليزية)
- فريق النخبة على موقع ميتاكريتيك (الإنجليزية)
- فريق النخبة على موقع روتن توميتوز (الإنجليزية)
- فريق النخبة على موقع أول موفي (الإنجليزية)
- فريق النخبة على موقع كينوبويسك (الروسية)
- فريق النخبة على موقع ألو سيني (الفرنسية)
- فريق النخبة على موقع قاعدة بيانات الفيلم (الإنجليزية)